# 로디지아 부시 전쟁

앙골라와 모잠비크의 독립 이후의 지리적 상황

로디지아 부시 전쟁(Rhodesian Bush War)은 1964년 7월부터 1979년 12월까지 미승인 국가인 로디지아(이후 짐바브웨 로디지아, 현재 짐바브웨)에서 일어난 내전이다.
분쟁은 다음의 세 세력이 서로 대결하게 만들었다: 로디지아 백인 소수민족이 주도하는 이언 스미스 정부(나중에 아벨 무조레와 주교의 짐바브웨-로디지아 정부), 짐바브웨 아프리카 민족 해방군, 로버트 무가베의 짐바브웨 아프리카 민족 연합의 군사부대, 그리고 조슈아 은코모의 짐바브웨 아프리카 인민 연합의 짐바브웨 인민 혁명군이 그것이다.
1978년 스미스와 무조레와가 서명한 전쟁과 그에 따른 내부 합의로 인해 1979년 6월 보통선거가 시행되었고 로디지아의 백인 소수 통치가 종식되었으며, 이 지역은 흑인 다수 정부 하에서 짐바브웨 로디지아로 이름이 바뀌었다. 그러나 이 새로운 질서는 국제적인 인정을 받는데 실패했고 전쟁은 계속되었다. 어느 쪽도 군사적 승리를 거두지 못했고 나중에 타협이 이루어졌다.
1979년 12월 런던의 랭커스터 하우스에서 짐바브웨 로디지아 정부, 영국 정부, 무가베와 은코모가 연합한 "애국전선" 간의 협상이 이루어졌고 랭커스터 하우스 협정이 체결되었다. 짐바브웨는 일시적으로 영국의 지배를 받게 되었고 1980년 3월 영국과 영연방의 감독 하에 새로운 선거가 치러졌다. ZANU가 선거에서 승리했고 무가베가 짐바브웨가 국제적으로 인정받은 독립을 달성한 1980년 4월 18일에 짐바브웨의 초대 총리가 되었다.

## 같이 보기
- 포르투갈 식민지 전쟁
- 남아프리카 국경 전쟁